# AtoM
El AtoM (anteriormente ICA-AtoM) es un proyecto originado por el Consejo Internacional de Archivos que tuvo como objetivo proporcionar un software de licencia libre que permita a las instituciones difundir sus fondos archivísticos en la web. Su última versión en colaboración con el CIA fue el Release 1.3.2. A partir de octubre de 2013, con la versión 2.0, el proyecto AToM siguió en manos de la empresa Artefactual Systems sin el CIA. 
Entre las funcionalidades más destacadas se encuentran la personalización de la web mediante distintas plantillas que pueden mostrar hasta seis tipos distintos de páginas. Otra de sus características es la gestión de hasta cinco tipos de perfiles de usuario, cada uno de los cuales responde a distintas opciones de acceso y permisos en la ejecución de consultas y tareas. Por último, una de las funcionalidades más interesantes es la posibilidad de exportar e importar registros basados en los estándares de la ISAD (G) en XML y EAD.

## Historia
El desarrollo técnico del software fue elaborado por la empresa canadiense Artefactual Systems (bajo el patrocinio/respaldo del CIA). El programa se ennmarcó en una iniciativa de la UNESCO para posibilitar el acceso a los archivos sobre derechos humanos. Las funcionalidades que aportaban adquirió un carácter importante como las de un sistema de información archivístico, llamado OSARIS (Open source archival resource information system), elaborado por el Committee on Information Technology del CIA en 2003 bajo la supervisión de Peter Horsman.
En 2005 se obtuvo financiación del programa de la UNESCO para crear una base de datos y desarrollar un sistema de código abierto basado en los estandáres del CIA. En 2006 se forma el prototipo y no es hasta 2008 cuando se crea la versión 1.0 (se inició en fase de BETA). Sin embargo, no es hasta 2010 cuando se presenta la primera versión estable y abierta 1.1. La última versión que se encuentra disponible a descargar es la 1.3.1. de 2013, que sería la última desarrollada en colaboración con el CIA.
De allí en adelante, el desarrollo siguió sin el CIA, por lo que el software pasó a denominarse AtoM. La última versión estable es la 2.6.4, del 15 de abril de 2021.

## Versiones
| Versión    | Fecha                   | Descripción |
| ---------- | ----------------------- | --- |
| 1.4        | (no programado)         | Artefactual Systems ahora está centrando sus esfuerzos de desarrollo en AtoM 2.0 |
| 1.3.1      | 27 de mayo de 2013      | Corrección de errores de la versión anterior |
| 1.3        | 28 de agosto de 2012    | Corrección de errores de la versión anterior, mejoras e n seguridad, funcionalidad. Incluye traducciones actualizadas de diferentes idiomas |
| 1.2.1      | 28 de junio de 2011     | Parche destinado a corregir errores importantes de la versión 1.2 , incluida la compatibilidad del tema Trillium con IE8 |
| 1.2        | 22 de noviembre de 2010 | Incluye una serie de nuevas características que incluyen búsqueda avanzada, búsqueda global, reemplazo de descripciones, interfaz de derechos, módulo de acceso completo, interfaz de derechos de gran precisión, revisión completa del estilo de impresión y cuatro nuevos informes. Incluye traducciones actualizadas. Vista previa del nuevo tema Trillium.                                                                        |
| 1.1        | 22 de noviembre de 2010 | Es la primera versión de ICA-AtoM. Con mayor estabilidad, capacidad de ampliación, enlaces permanentes para todas pas páginas públicas, importación y exportación de SKOS y EAC-CPF documentos XML, y gran cantidad de correcciones de errores y mejoras. |
| 1.0.9-beta | 17 de mayo de 2010      | Incluye una revisión completa del diseño HTML y CSS, que incluye un tema predeterminado nuevo y mejorado (Caribou) y CSS amigable para las impresoras. Un módulo de conttrol de acceso que permite un control del acceso y seguridad más estrictos, soporte para funciones ICA-ISDF, la capacidad de duplicar descripciones existentes, validación de cumplimiento de estándares y una gran cantidad de mejoras de uso y rendimiento. |
| 1.0.8-beta | 2 de noviembre de 2010  | Se incluyó una importante revisión de escalabilidad de interfaz de usuario ICA-AtoM, que permite que la aplicación funcione con conjuntos de datos más grandes. |
| 1.0.7-beta | 1 de junio de 2009      | Marco temático que permite personalizar la apariencia de los sitios individuales. Plantillas MODS y emportación XML. Correcciones y mejoras. |
| 1.0.6-beta | 27 de abril de 2009     | La principal característica incluye la muestra de actualizaciones recientes de descripción de archivo, registros de autoridad, instituciones de archivo y términos. Corrección de errores y otras mejoras. |
| 1.0.5-beta | 11 de marzo de 2009     | Nuevas características y corrección de errores. |
| 1.0.4-beta | 17 de noviembre de 2008 | Nuevas características, mejoras y corrección de errores. |
| 1.0.3-beta | 9 de octubre de 2008    | Incluye mejoras de funcionamiento para paginación, clasificación y entrada de datos de selección múltiple. También agrega pruebas funcionales automatizadas. Corrección de errores. |
| 1.0.2-beta | 8 de agosto de 2008     | Incluye importantes mejoras en el instalador web y una serie de correcciones de errores críticos. |
| 1.0.1-beta | 22 de julio de 2008     | Lanzamiento. Los usuarios pueden instalar desde un tarball o consultar el último código fuente del repositorio de Subversión. Demostración en línea y CD descargable disponible. Mejoras y solución de problemas. |
| 1.0-beta   | 1 de julio de 2008      | Versión beta inicial del software ICA-AtoM en la forma de un CD de demostración distribuido a los delegados en el congreso ICA 2008 en Kuala Lumpur (del 21 al 27 de julio de 2008). |

## Funcionalidad principal
La herramienta del ICA-AtoM se compone de dos partes: una parte de gestión de descriptores y la otra parte trata sobre la consulta para los usuarios (finales). También contiene otras mejoras como:
- Enlaces persistentes para descripciones, registros de autoridad, funciones, archivos, objetos digitales y páginas estáticas.
- Importar y expoertar registros EAC-CPF (Encoded Archival Context for Corporate Bodies, Persons, and Families) y SKOS (Simple Knowledge Organization System).
- Mejoras en la interfaz de usuario para completar fecha, mensaje de ayuda y búsqueda de nuevos registros y con sus respectivas modificaciones.
- Actualizaciones automáticas.

### Usos
El software está desarrollado sobre MySQL y PHP (además permite trabajar en otras bases de datos como Apache y Symfony). El programa permite gestionar un repositorio de descripción multinivel así como registros de autoridad y de contexto, de funcionalidades y descripciones de los centros (la descripciones de los distintos centros se mantienen en la misma base de datos).

## Diseño

### Interfaz de Administrador (BackEnd)
| Lateral izquierdo | Centro | Inferior | Superior |
| --- | --- | --- | --- |
| - Nombre de la institución: descripción del nombre de la institución - Importar y exportar: funcionalidades de importar (XML Y CSV) y exportar (Dublin Core 1.1 XML y EAD 2002 XML) - Menú de navegación - Nivel de descripción | En el centro se encuentra toda la información del registro que se organiza según la normativa archivística que se ha realizado el registro | - Editar - Borrar - Agregar nuevo - Duplicar - Mover - Enlazar objeto digital - Importar objeto digital - Enlazar de unidad de almacenaje | En la parte superior se encuentra la barra de búsqueda que permite la consulta de los registros guardados en la base de datos |

### Interfaz de usuario (FrontEnd)
La interfaz de usuario es aquella en la que el usuario solamente tiene la opción de consulta, es decir, no tiene privilegios de administración. En ICA-AtoM la interfaz de usuario se utiliza para presentar páginas web que normalmente tienen una relación con algún archivo.

## Estándares
ICA-AtoM se basa en los estándares descriptivo del Consejo Internacional de Archivos:
- General International Standard Archival Description (ISAD(G)) - 2nd edition, 1999
- International Standard Archival Authority Record (Corporate bodies, Persons, Families) (ISAAR(CPF)) - 2nd edition, 2003
- International Standard For Describing Institutions with Archival Holdings (ISDIAH) - 1st edition, March 2008
- International Standard For Describing Functions (ISDF) - 1st edition, May 2007

ICA-AtoM es compatible con el sistema de organización del conocimiento simple (SKOS) - Recomendación del W3C del 18 de agosto de 2009.
ICA-AtoM está diseñado para ser lo suficientemente flexible como para adaptarse a otros estándares descriptivos.